# Ética de la Liberación
Por Ética de la Liberación se comprenden a dos obras filosóficas de Enrique Dussel, expuestas en un lenguaje lógico con códigos metalingüísticos en un discurso estructurado. La primera obra fue publicada en 1973 y la segunda en el 1978 siendo esta última una revisión hecha por el autor a partir de debates y ponencias entabladas con Karl Otto Apel y Jürgen Habermas.
Dussel hace una revisión y reformulación de la Ética a partir de los postulados de la Filosofía de la Liberación de forma que da operatividad histórica y práctica a dicha filosofía.
En la revisión de la Ética de la Liberación expone la idea central de lo que significa esa nueva ética con la siguiente fórmula:

Quien reconoce responsablemente que las víctimas no pueden reproducir-desarrollar su vida ni participar simétricamente en la discusión de aquello en la que están afectadas, está obligado a: a) negativamente de-construir realmente las normas, acciones, instituciones o estructuras históricas que originan la negación material de la víctima; y b)positivamente, transformar o construir las normas, acciones, instituciones o las estructuras necesarias para que la víctima pueda: b.1) vivir humanamente b.2) con participación simétrica b.3)efectuando realmente las exigencias factibles o alternativas que consiste en transformaciones, sean parciales o estructurales. Todas estas acciones transformativas las denominamos praxis de liberación

Dussel divide dicha revisión en varias ponencias y/o artículos donde va desarrollando los aspectos lógico formales de la Ética de la Liberación según la temática de los discursos de Apel y Habermas (una forma de contestar a los cuestionamientos de estos filósofos), a la vez que continúa con el discurso que estableció con la Filosofía de la Liberación.